# 1778 Alfven
1778 Alfven је астероид главног астероидног појаса са средњом удаљеношћу од Сунца која износи 3,156 астрономских јединица (АЈ).
Апсолутна магнитуда астероида је 11,6.